# Rhinotyphlops
Rhinotyphlops is een geslacht van slangen uit de familie wormslangen (Typhlopidae).

## Naam en indeling
De wetenschappelijke naam van het geslacht werd in 1843 voorgesteld door Leopold Fitzinger. Er zijn zeven soorten, de slangen werden eerder aan andere geslachten toegekend, zoals Typhlops, Letheobia, Onychocephalus en Madatyphlops.
De geslachtsnaam Rhinotyphlops betekent vrij vertaald 'gesnavelde blindogen'.

## Uiterlijke kenmerken
De slangen hebben en cilindrisch lichaam en bereiken een lichaamslengte van ongeveer 15 tot 30 centimeter. De staart is relatief kort en de staartpunt eindigt in een stekel. De kop is moeilijk te onderscheiden van het lichaam door het ontbreken van een duidelijke insnoering. De ogen zijn relatief klein en zijn onder de schubben gelegen. De kop heeft een puntige snuit die dient om beter te graven. De slangen hebben 332 tot 623 rijen schubben in de lengte van het lichaam. De lichaamskleur varieert van bruin tot roze, sommige soorten hebben vlekken aan de bovenzijde van het lichaam. De schubben zijn glad en glanzend, dit dient mogelijk om aan mieren- en termietenbeten te ontkomen. Met name de voorzijde van het lijf kan erg dik worden door opgeslagen vet, dat dient om te kunnen overwinteren.

## Levenswijze
De vrouwtjes zetten eieren af, variërend van twee tot veertien per legsel. De stekel aan het einde van de staart wordt gebruikt om in een belager te prikken als de dieren worden verstoord. De wormslangen zijn niet giftig en vormen geen gevaar voor mensen. De slangen graven veel en worden weinig gezien, behalve na hevige regenval. Op het menu staan mieren en termieten die in grote hoeveelheden worden gegeten. In de maag van de slangen kunnen honderden prooidieren worden aangetroffen.

## Verspreiding en habitat
De slangen komen voor in delen van Afrika en leven in de landen Zuid-Afrika, Zimbabwe, Mozambique, Botswana, Namibië, Somalië, Ethiopië, Kenia en Tanzania. De habitat bestaat uit droge savannen, verschillende typen scrublands, droge tropische en subtropische graslanden, draslanden en woestijnen. Ook in door de mens aangepaste streken zoals landelijke tuinen kunnen de dieren worden aangetroffen.

## Beschermingsstatus
Door de internationale natuurbeschermingsorganisatie IUCN is aan alle soorten een beschermingsstatus toegewezen. Zes soorten worden beschouwd als 'veilig' (Least Concern of LC) en een soort als 'onzeker' (Data Deficient of DD).

## Soorten
Het geslacht omvat de volgende soorten, met de auteur en het verspreidingsgebied.
| Naam                        | Auteur               | Verspreidingsgebied                                  | Beschermingsstatus |
| --------------------------- | -------------------- | ---------------------------------------------------- | ------------------ |
| Rhinotyphlops ataeniatus    | Boulenger, 1912      | Somalië, Ethiopië, Kenia                             |                    |
| Rhinotyphlops boylei        | FitzSimons, 1932     | Namibië, Zuid-Afrika, Zimbabwe, Botswana             |                    |
| Rhinotyphlops lalandei      | Schlegel, 1839       | Zuid-Afrika, Zimbabwe, Mozambique, Botswana, Namibië |                    |
| Rhinotyphlops leucocephalus | Parker, 1930         | Somalië                                              |                    |
| Rhinotyphlops schinzi       | Boettger, 1887       | Namibië, Botswana, Zuid-Afrika                       |                    |
| Rhinotyphlops scortecci     | Gans & Laurent, 1965 | Somalië                                              |                    |
| Rhinotyphlops unitaeniatus  | Peters, 1878         | Somalië, Kenia, Tanzania, mogelijk in Ethiopië       |                    |